# Lathrobium fulvipenne
Lathrobium fulvipenne – gatunek chrząszcza z rodziny kusakowatych i podrodziny żarlinków.
Gatunek ten został opisany w 1806 roku przez Johanna L.C.C. Gravenhorsta jako Staphylinus fulvipenne.
Chrząszcz o wydłużonym ciele długości od 7,2 do 8,7 mm, ubarwionym czarno z czerwonymi lub ciemnoczerwonymi pokrywami oraz rdzawoczerwonymi czułkami, aparatem gębowym i odnóżami. Głowa jest duża, mniej niż półtorakrotnie szersza niż dłuższa, nie szersza od przedplecza, o skroniach znacznie dłuższych od średnicy oka. Powierzchnię głowy pokrywają normalne, przynajmniej trochę mniejsze niż na przedpleczu punkty. Środkowe człony czułków są półtorakrotnie do dwukrotnie dłuższych niż szerokich. Szyja ma szerokość co najmniej 2/5 największej szerokości głowy. Przedplecze jest o ⅓ dłuższe niż szerokie. U formy nielotnej pokrywy są nieco szersze i nie dłuższe od przedplecza, zaś u formy latającej wyraźnie od niego szersze i dłuższe. Odwłok samca ma piąty sternit z mało wyraźnym podłużnym wgnieceniem, a szósty sternit ze słabo zaznaczonym podłużnym wgnieceniem i tylnym brzegiem pośrodku głęboko, tępo, trójkątnie wyciętym.
Owad znany z Islandii, Portugalii, Hiszpanii, Andory, Irlandii, Wielkiej Brytanii, Francji, Belgii, Holandii, Niemiec, Danii, Szwecji, Norwegii, Finlandii, Szwajcarii, Austrii, Włoch, Estonii, Łotwy, Litwy, Polski, Czech, Słowacji, Węgier, Ukrainy, Słowenii, Chorwacji, Bośni i Hercegowiny, Serbii, Czarnogóry, Rumunii, Bułgarii, Macedonii Północnej, Grecji, Rosji, Turcji, Syberii, Mandżurii, Algierii i Nearktyki, z Grenlandią włącznie. Zasiedla wilgotne tereny otwarte i leśne, na nizinach i w górach. Najczęściej spotykany jesienią i wiosną pod rozkładającymi się szczątkami roślinnymi i kamieniami.